# Частуха обыкновенная
Частуха обыкновенная, или Частуха подорожниковая, или Водный подорожник (лат. Alisma plantago-aquatica) — вид растений из рода Частуха семейства Частуховые (Alismataceae), типовой вид этого рода.

## Название
Видовой эпитет в научном названии вида — plantago-aquatica — переводится как «водяной подорожник».
Как растение распространённое, заметное и обладающее рядом особенных качеств (включая лекарственные свойства и применение в пищу), частуха обыкновенная исторически имеет большое число народных обиходных названий, самое распространённое из которых на большей части России — шильник, подшильник или водяной шильник, — несмотря на то, что название это не уникальное и относится к разным растениям.
Кроме того, ряд народных фитонимов частухи связан с её болотным образом жизни, среди таковых бабка водяная, лягушачья трава или болотный лягушечник, водяной попутник, водяная ель а также — жабник,, последнее название также не уникально и является общим для большого числа таксонов. С излечением от болезней, напрямую или опосредованно, связаны такие названия как укусильник, пуповник (пуповик) или скотская трава, последнее название связано с употреблением травы частухи на присыпку ран у домашнего скота, а также лечение водянки.

## Ботаническое описание

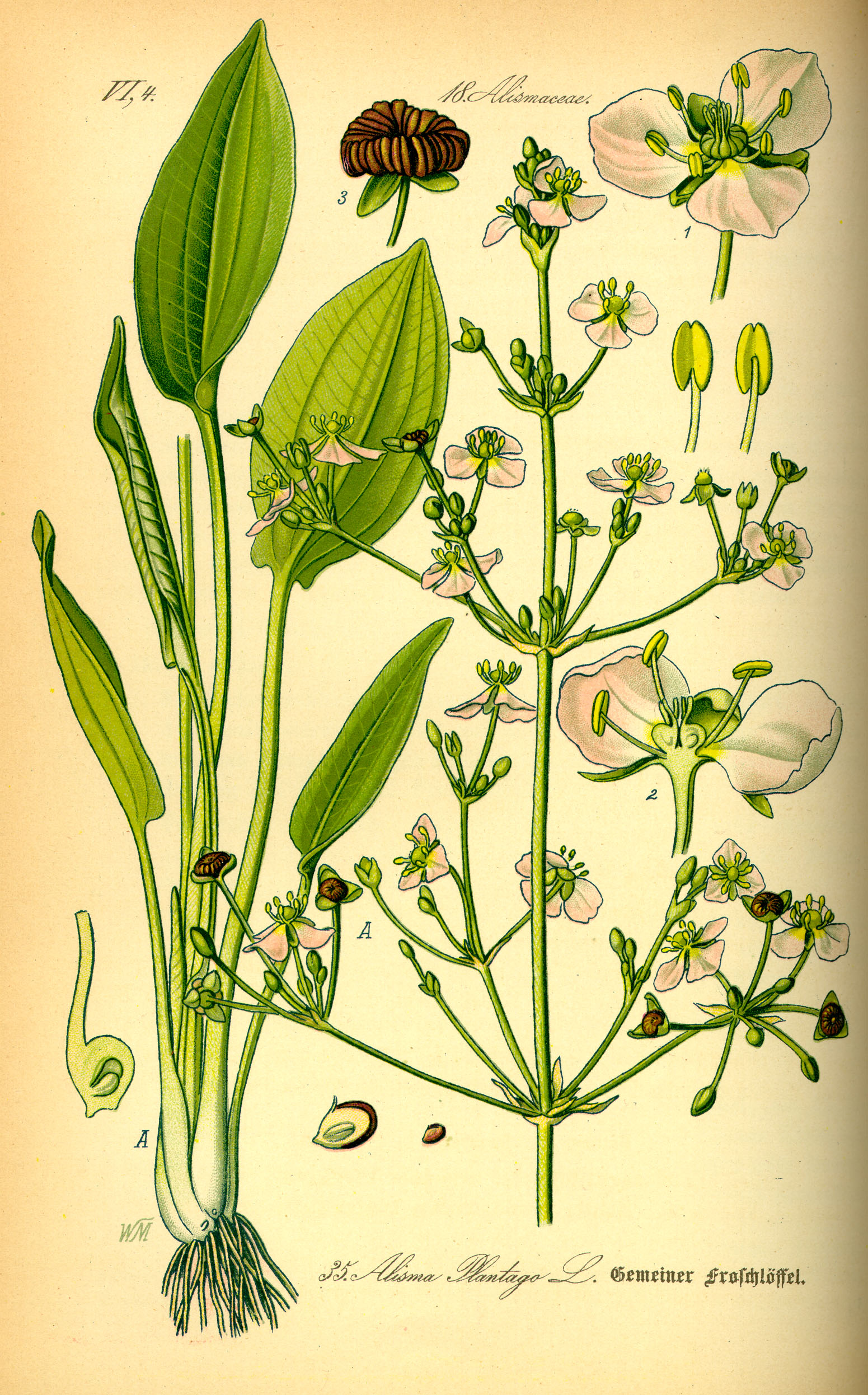

Частуха обыкновенная — многолетнее травянистое растение с коротким толстым корневищем. Высота растения колеблется обычно в пределах 20—60 см.
Листья с длинным черешком, сердцевидным или закруглённым основанием, яйцевидной или ланцетно-яйцевидной пластинкой, могут достигать в длину 20 см; собраны в прикорневую розетку. Как и для других видов частухи, для частухи обыкновенной характерна гетерофиллия (разнолистность): подводная форма растения имеет линейные листья.
Цветоносы появляются из центра листовых розеток, могут подниматься в высоту до 90 см; у подводных растений соцветий обычно не образуется. Цветки актиноморфные, с двойным околоцветником. Чашелистики зеленоватые, остающиеся на плодах. лепестки свободные, опадающие; белые. Чашелистиков и лепестков — по три. Цветки обоеполые, с шестью тычинками и многочисленными плодолистиками, расположенными на почти плоском цветоложе. Длина пыльников — от 0,7 до 1,1 мм.
Плоды — мелкие, по бокам сплюснутые многоорешки зелёного цвета; распадаются на плавающие сегменты (плодики), каждый из которых содержит по одному семени. Плодики с почти прямой брюшной стороной, с тонкожистыми, не прозрачными боками. Семена — с гладкой поверхностью.
Число хромосом: 2n = 14.

## Распространение и экология
Ареал вида охватывает все умеренные регионы Северного полушария, растение встречается также в Африке и Южной Австралии.
Растёт частуха обыкновенная в различных местах с повышенным увлажнением — по берегам водоёмов и на мелководьях, на болотистых лугах, в канавах.
Опыляется частуха главным образом мухами, в некоторых случаях пыльца также переносится потоками воздуха.

## Химический состав
Растение в свежем виде ядовито для скота; содержит вещества, которые могут вызывать раздражение при контакте с кожей человека.

## Значение и применение
Растение используется в декоративном садоводстве — их сажают по краям прудов или в заболоченных местах садов и парков; растения ценятся в том числе и по той причине, что практически не требуют ухода. Размножение — семенами и делением.
Корневище растения богато крахмалом, съедобно после термической обработки (например, в печёном виде) подобно корневищам рогоза. Съедобность корневища после отмирания верхней части растения остаётся под вопросом.
Медонос и пыльценос. В теплые дни когда температура воздуха выше 15 °С её цветки выделяют слабосахаристый нектар. За сутки один цветок может дать 0,2 мг при концентрации сахаров около 40%.